# Mario Furore
Mario Furore (Foggia, 25 dicembre 1988) è un politico italiano, dal 2 luglio 2019 europarlamentare per il Movimento 5 Stelle.

## Biografia
Nato e cresciuto a Foggia, dove consegue la maturità classica presso il Liceo Classico "Vincenzo Lanza”, prosegue gli studi a Roma, laureandosi nel 2014 in giurisprudenza con indirizzo in Diritto del Lavoro e Relazioni Industriali presso l'università LUISS Guido Carli.

## Attività politica
Dal 2012 è attivista del Movimento 5 Stelle, dal 2015 al 2019 è stato collaboratore in Puglia della consigliera regionale Rosa Barone, responsabile per lo sviluppo economico e presidente della commissione sulla criminalità organizzata. In questa veste si è occupato personalmente di agricoltura, turismo, cultura e di temi legati all'antimafia sociale.
Alle elezioni europee del 2019 si candida nella circoscrizione meridionale, risultando eletto con 32.055 preferenze. Avendo 30 anni al momento delle consultazioni, diventa il più giovane europarlamentare italiano della IX legislatura.
Nel maggio del 2024, in occasione delle elezioni europee, viene ricandidato dal M5S nella stessa circoscrizione.
Risulta rieletto con oltre 38.000 preferenze.